# 永寧公主 (唐武宗)
永宁公主（?—?），唐朝公主，又作永清公主，是中国唐朝第十五代皇帝唐武宗李炎的第三女。她的生母不详，史书仅仅记载了唐武宗会昌二年（842年）八月，她获封号永清公主，和寿春公主、昌乐公主一起获封。没有关于永清公主是否婚嫁的记载。唐懿宗咸通年间，永清公主去世。